# Туркана (озеро)
Турка́на (колишній Рудольф; англ. Lake Turkana) — безстічне солонувате озеро на кордоні Кенії та Ефіопії в межах Великої рифтової долини. Розташоване в тектонічній западині на висоті 375 м над рівнем моря. Площа 6,4 тис. км². Довжина 265 км, ширина до 50 км,глибина до 73 м. В озеро впадає річка Омо.
Вважається найбільшим постійним пустельним озером і найбільшим лужним озером в світі. Є четвертим по солоності після Каспійського моря, озера Іссик-Куль і озера Ван.

## Історія
Озеро було відкрите 6 березня 1888 року угорським мандрівником графом Самуелем Телекі і австрійцем Людвігом фон Хьонелем. Вони дали йому назву Рудольф, на честь кронпринца Австрії. 1975 року, вже після здобуття Кенією незалежності, перший її президент Джомо Кеніата перейменував озеро на честь місцевого племені Туркана. Поблизу озера знаходять безліч доісторичних знахідок.
Озеро Рудольф — місце знахідки Турканського хлопчика (Turkana Boy) — скелета виду Homo erectus (або Homo ergaster) віком 1,6 млн років.

## Природа

### Клімат

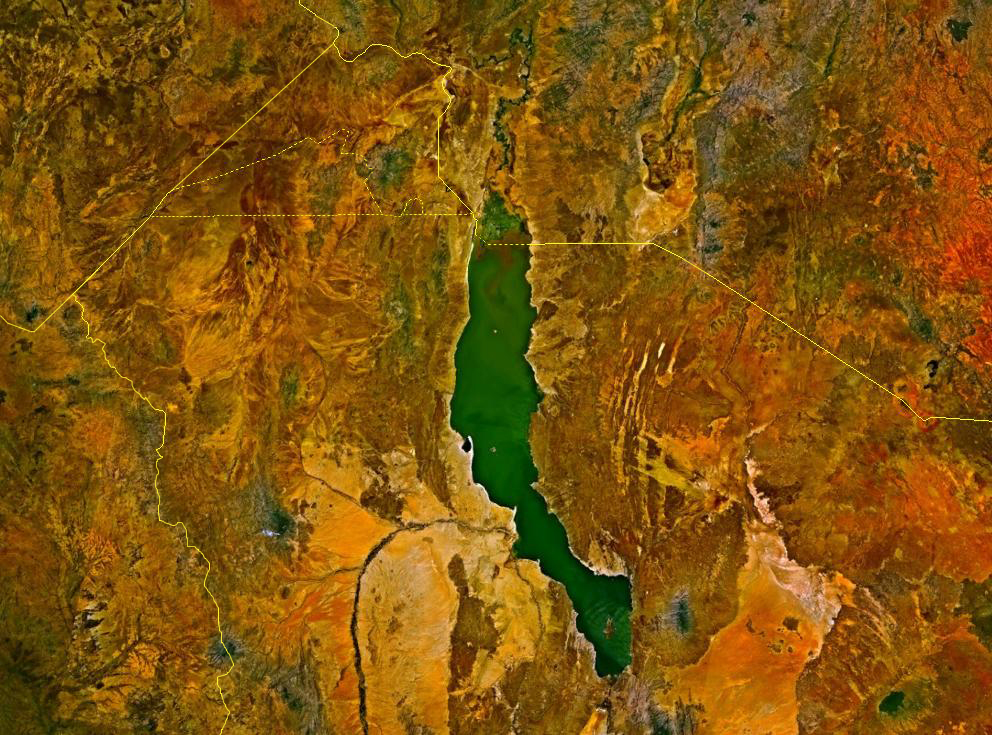

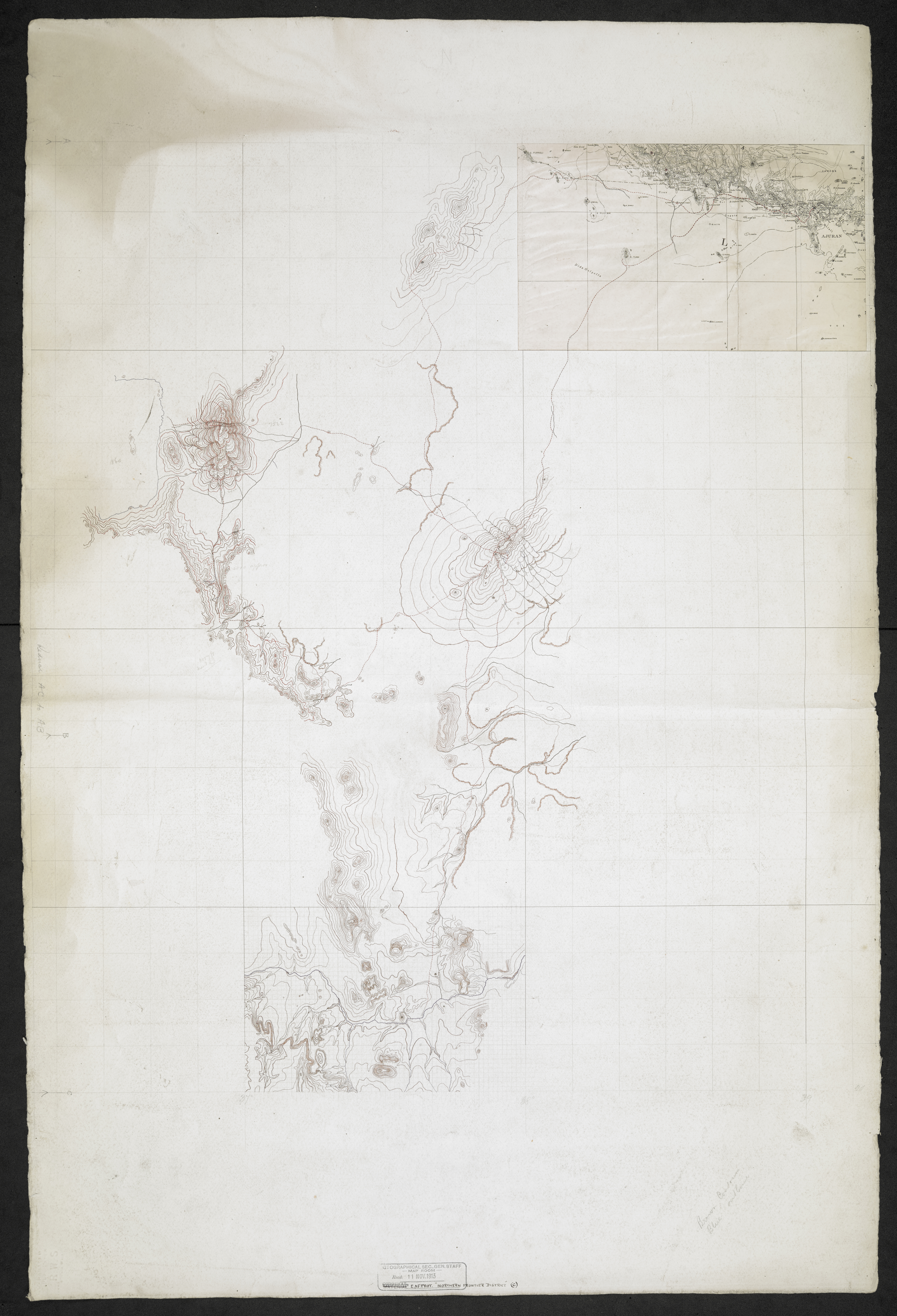
Карта 1830 року. Показує область від Евасо-Нгіро до озера Рудольфа і абіссінського кордону

Середньомісячна температура в найближчому місті Лодвар (англ. Lodwar) зафіксована в діапазоні від +28 до +30 °C. Річна кількість опадів в районі озера становить менше 250 мм з найбільшою ймовірністю опадів протягом березня-травня.

### Кратер Набійатом
У південній частині озера Туркана розташований кратер Набійотум (англ. Nabiyotum).

### Тваринний світ
Озеро відомо передусім безліччю крокодилів, яких налічується тут до 12 000, серед них зустрічаються великі особини — нільські крокодили (завдовжки до 5,5 м). Центральний острів слугує домівкою для значної кількості черепах. Також тут мешкають сотні видів птахів, які зустрічаються в Кенії.
Багатою є фауна риб (близько 40 видів), у тому числі тілапія, окунь нільський — основні промислові види.